# Hvelreki
Hvelreki ist das sechste Studioalbum des belgischen Musikers Ozark Henry. Es erschien am 28. Oktober 2011 auf EMI Music.

## Entstehungsgeschichte
Hvelreki ist das erste Album von Henry für die Plattenfirma EMI Music. Insgesamt schrieb Ozark Henry in zwei Jahren mehr als 50 Lieder, von denen er die besten für das Album auswählte. Produziert wurde es vom britischen Musikproduzenten Martin Glover, der unter dem Pseudonym Youth arbeitet. Dieser stellte auch die Band zusammen, mit der die Lieder schließlich live eingespielt wurden. Dazu gehörten neben Henry und Youth auch Toningenieur Tim Bran als Keyboarder, Gitarrist Martin Chandler und Schlagzeuger David Nock.
Zum Namen des Albums äußerte sich Ozark Henry wie folgt:

„Wörtlich übersetzt bedeutet es, ‘Mag ein ganzer Wal bei Dir stranden‘. Es ist eine Redensart, um jemandem Glück zu wünschen. Ich schrieb die Songs für dieses Album, während ich durch die Welt reiste. In dieser Zeit kam es zu dieser riesigen weltweiten Finanzkrise. So kann man mein Album als meine Antwort darauf betrachten, mit der ich jedem alles erdenklich Gute wünsche. Ich will damit sagen: Bloß nicht aufgeben, es wird schon alles besser.“

Hvelreki ist in Belgien als Jewelcase und als „Luxury Edition“ im Digipak erschienen. Diese limitierte Auflage enthält neben zwei zusätzlichen Liedern ein umfangreiches Booklet mit Bildern und den Texten des Albums.
In Deutschland erschien das Album am 15. April 2011.

## Titelliste
Alle Stücke wurden von Ozark Henry geschrieben.
1. Out of This World – 4:49
2. This One’s for You  – 3:50
3. Eventide – 5:13
4. Godspeed – 5:59
5. Miss You When You’re Here – 3:34
6. A Night Sea Journey – 5:10
7. Air and Fire – 4:26
8. Yours and Yours Only – 5:50
9. It’s in the Air Tonight – 5:03
10. Hvelreki – 4:20
11. See the Lions – 5:29
12. No Hands – 3:29 (nur Limited Edition)
13. Memento – 5:04 (nur Limited Edition)

## Liedinfos
Out of this World wurde von einem Leichtathleten inspiriert, den Henry  bei einer Weltmeisterschaft beobachtete und der im Finallauf am Leistungsdruck scheiterte. This One’s for You entstand zusammen mit dem Songwriter Boots Ottestadt (unter anderem für Robbie Williams tätig) und handelt von der Chance auf einen Neubeginn. Godspeed behandelt die globale Erwärmung. Mit Miss You When You’re Here und Yours and Yours Only handelt von Liebesbeziehungen, während ersteres das Thema Entfremdung akzentuiert, behandelt letzteres das Thema Besessenheit.

## Musik
Das Musikmagazin Intro bezeichnet die Musik als „Dreampop, dem der stets eingängige Melodiebogen die Form vorgibt.“ Henrys Musik liegt zwischen „euphorischem Pop und dramatischem Rock“ und erinnert stellenweise an Filmmusik. Der Gesang von Henry deckt eher klaren Gesang bis hin zum Falsett ab.

## Erfolg
This One’s for You wurde bereits eine Woche vor Veröffentlichung des Albums als Single ausgekoppelt und erreichte Platz 3 der Single-Charts. Das Album selbst erreichte Platz 1 der belgischen Charts, sowohl in Flandern als auch in Wallonien. Die Single wurde am 31. Dezember 2010 mit einer Goldenen Schallplatte, das Album am 24. Dezember 2010 mit einer Platin-Schallplatte ausgezeichnet.